# Ivajlo Najdenov
Ivajlo Krasimirov Najdenov (in bulgaro Ивайло Красимиров Найденов?; Sofia, 22 marzo 1998) è un calciatore bulgaro, centrocampista dello Slavia Sofia.

## Caratteristiche tecniche
È un mediano.

## Carriera

### Club
Cresciuto nelle giovanili del Levski Sofia, ha esordito in prima squadra il 13 agosto 2016 in occasione del match di campionato vinto 1-0 contro il Ludogorec.

### Nazionale
Ha giocato nella nazionale bulgara Under-19.

## Statistiche

### Presenze e reti nei club
Statistiche aggiornate al 19 agosto 2018.
| Stagione        | Squadra         | Campionato      | Campionato | Campionato | Coppe nazionali | Coppe nazionali | Coppe nazionali | Coppe continentali | Coppe continentali | Coppe continentali | Altre coppe | Altre coppe | Altre coppe | Totale | Totale | Totale |
| Stagione        | Squadra         | Comp            | Pres       | Reti       | Comp            | Pres            | Reti            | Comp               | Pres               | Reti               | Comp        | Pres        | Reti        | Pres   | Reti   |        |
| --------------- | --------------- | --------------- | ---------- | ---------- | --------------- | --------------- | --------------- | ------------------ | ------------------ | ------------------ | ----------- | ----------- | ----------- | ------ | ------ | ------ |
| 2016-2017       | Levski Sofia    | A-PFG           | 10         | 0          | CB              | 0               | 0               | UEL                | 0                  | 0                  |             | -           | -           | 10     | 0      |        |
| 2017-2018       | Levski Sofia    | A-PFG           | 10         | 0          | CB              | 1               | 0               | UEL                | 1                  | 0                  |             | -           | -           | 12     | 0      |        |
| 2018-2019       | Levski Sofia    | A-PFG           | 3          | 0          | CB              | 0               | 0               | UEL                | 0                  | 0                  |             | -           | -           | 3      | 0      |        |
| Totale carriera | Totale carriera | Totale carriera | 23         | 0          |                 | 1               | 0               |                    | 1                  | 0                  |             | -           | -           | 25     | 0      |        |